# Геджсвілл (Західна Вірджинія)
Геджсвілл (англ. Hedgesville) — місто (англ. town) в США, в окрузі Берклі штату Західна Вірджинія. Населення — 300 осіб (2020).

## Географія
Геджсвілл розташований за координатами 39°33′16″ пн. ш. 77°59′40″ зх. д. / 39.55444° пн. ш. 77.99444° зх. д. (39.554430, -77.994483).  За даними Бюро перепису населення США в 2010 році місто мало площу 0,34 км², уся площа — суходіл.

## Демографія
Згідно з переписом 2010 року, у місті мешкало 318 осіб у 119 домогосподарствах у складі 82 родин. Густота населення становила 934 особи/км².  Було 135 помешкань (397/км²).
Расовий склад населення:
| - 90,3 % — білих - 5,3 % — чорних або афроамериканців - 0,3 % — корінних американців - 0,3 % — азіатів - 1,6 % — осіб інших рас |

До двох чи більше рас належало 2,2 %. Частка іспаномовних становила 3,1 % від усіх жителів.
За віковим діапазоном населення розподілялося таким чином: 29,6 % — особи молодші 18 років, 61,6 % — особи у віці 18—64 років, 8,8 % — особи у віці 65 років та старші. Медіана віку мешканця становила 31,2 року. На 100 осіб жіночої статі у місті припадало 89,3 чоловіків;  на 100 жінок у віці від 18 років та старших — 89,8 чоловіків також старших 18 років.
Середній дохід на одне домашнє господарство  становив 61 843 долари США (медіана — 55 938), а середній дохід на одну сім'ю — 60 708 доларів (медіана — 49 844). За межею бідності перебувало 10,2 % осіб, у тому числі 22,7 % дітей у віці до 18 років та 0,0 % осіб у віці 65 років та старших.
Цивільне працевлаштоване населення становило 156 осіб. Основні галузі зайнятості: освіта, охорона здоров'я та соціальна допомога — 23,1 %, науковці, спеціалісти, менеджери — 16,0 %, публічна адміністрація — 15,4 %.